# Skogssabelnäbb
Skogssabelnäbb (Rhinopomastus castaneiceps) är en fågel i familjen skratthärfåglar inom ordningen härfåglar och näshornsfåglar.

## Utbredning och systematik
Skogssabelnäbb delas in i två underarter:
- Rhinopomastus castaneiceps castaneiceps – förekommer från Liberia till Nigeria
- Rhinopomastus castaneiceps brunneiceps – förekommer från Kamerun till Demokratiska republiken Kongo, Uganda och Kenya

Arten placerades tidigare i Phoeniculus, då under namnet skogsskratthärfågel.

## Status och hot
Arten har ett stort utbredningsområde, men tros minska i antal, dock inte tillräckligt kraftigt för att den ska betraktas som hotad. Internationella naturvårdsunionen IUCN listar arten som livskraftig (LC).